# ダニエル・ラドクリフの マイ・ボーイ・ジャック
『ダニエル・ラドクリフの マイ・ボーイ・ジャック』（My Boy Jack）は、2007年放送のイギリスのテレビ映画。日本では2008年7月にWOWOWで放送。
ノーベル文学賞作家ラドヤード・キップリングが戦地で行方不明となった愛息子へ捧げた詩『My Boy Jack』をベースにした、1997年にデヴィッド・ヘイグ演出で公演した同名舞台をテレビ映画化。

## ストーリー
第一次世界大戦下のイギリス。作家ラドヤード・キップリングの息子ジャックも17歳ながら、英国将校として出征した。

## キャスト
| 役名                       | 俳優                 | 日本語吹替 |
| -------------------------- | -------------------- | ---------- |
| ジャック・キップリング     | ダニエル・ラドクリフ | 林勇       |
| ラドヤード・キップリング   | デヴィッド・ヘイグ   | 浦山迅     |
| キャロライン・キップリング | キム・キャトラル     | 磯西真喜   |
| エルシー・キップリング     | キャリー・マリガン   | 武田華     |